# ريك بيراليس
ريك بيراليس هو سياسي أمريكي، ولد في 22 سبتمبر 1959 في سلما في الولايات المتحدة. نشط حزبياً في الحزب الجمهوري. وقد انتخب عضو مجلس نواب أوهايو ‏.

## وصلات خارجية
- الموقع الرسمي